# Golubie Małe
Golubie Małe – osada w Polsce położona w województwie warmińsko-mazurskim, w powiecie gołdapskim, w gminie Dubeninki.
W latach 1975–1998 miejscowość administracyjnie należała do województwa suwalskiego.
W miejscowości brak zabudowy.